# Плонский, Мстислав Николаевич
Мстислав Николаевич Плонский (1895 — 1969) — русский лётчик, герой Первой мировой войны, участник Белого движения.

## Биография
Сын ротмистра.
Окончил Одесский кадетский корпус (1912) и Елисаветградское кавалерийское училище (1914), откуда выпущен был корнетом в 7-й гусарский Белорусский полк, в рядах которого и вступил в Первую мировую войну. Был ранен. В 1915 году был лётчиком-наблюдателем во 2-м Сибирском корпусном и 12-м армейском авиационных отрядах. Вместе с поручиком Покровским был удостоен ордена Св. Георгия 4-й степени
За то, что 15 июля 1915 года, производя разведку на аэроплане и увидя издали австрийский аэроплан, догнали его и, поднявшись над ним, начали обстреливать из маузеров, постепенно прижимая его к земле. Неприятельский аэроплан пытался ускользнуть, но неудачно, и после непродолжительной перестрелки опустился на землю. В свою очередь наши летчики опустились рядом с неприятельскими, после чего с маузерами в руках бросились на австрийцев, которых и взяли в плен в числе двух человек вместе с совершенно новым аппаратом в 120 сил типа «Авиатик», с полным оборудованием.
В 1916—1917 годах был прикомандирован к Владивостокскому авиационному отряду.
С началом Гражданской войны, в 1918 году вступил в Добровольческую армию. В октябре 1918 года — наблюдатель 1-го авиационного отряда, в Русской армии до эвакуации Крыма. 5 июня 1920 года удостоен звания лётчика-наблюдателя, был назначен лётчиком 1-го авиационного отряда. Произведен в поручики 29 августа 1920, в штабс-ротмистры — 30 августа, в ротмистры — 31 августа. Со 2 сентября 1920 года был назначен старшим офицером 1-го авиационного генерала Алексеева отряда. На 18 декабря 1920 года — во 2-й роте Авиационного батальона Технического полка в Галлиполи.
Осенью 1925 года — подполковник Технического батальона в Югославии. В эмиграции там же. В годы Второй мировой войны служил в Русском корпусе. С 14 апреля 1942 года назначен командиром 5-й юнкерской роты 2-го батальона 3-го полка (в чине полковника). Затем был в 6-й роте 2-го полка (в звании гауптфельдфебеля), в ноябре 1943 года — командир 1-го взвода 7-й роты 4-го полка (в чине обер-лейтенанта).
После войны переехал в Аргентину, где состоял членом Союза Императорской конницы и конной артиллерии. В 1956 году переехал в США, состоял членом Союза чинов Русского корпуса. Скончался в 1969 году в Сиэтле. Похоронен там же, на русском православном кладбище Св. Николая.

## Награды
- Орден Святой Анны 4-й ст. с надписью «за храбрость» (ВП 25.03.1915)
- Орден Святого Георгия 4-й ст. (ВП 3.08.1915)
- Орден Святого Владимира 4-й ст. с мечами и бантом (ВП 22.08.1915)
- Орден Святого Станислава 2-й ст. с мечами (ВП 21.11.1916)